# 長善寺 (前橋市)
長善寺（ちょうぜんじ）は、群馬県前橋市堀越町にある曹洞宗の寺院。山号は豊国山、本尊は釈迦如来。

## 歴史
平安時代末期、大胡太郎重俊の開基である。大胡氏は藤原秀郷を始祖とする藤姓足利氏の一族である。元々は現在地から約2.5キロメートル北北東の同市滝窪町に位置していた。弘治永禄年間、瑞誉和尚（橋林寺5世）の時代に現在地に移転した。墓地には「大胡太郎の墓石」と呼ばれる墓がある。ただ造立年代が「貞和三年（1347年）」であることから、開基の重俊ではなく、「太郎」の通称を持つ大胡氏の別人の可能性がある。当初の山号は「赤城山」だったとされる。
安土桃山時代、当寺住職南江道根は豊臣秀吉と親交があり、度々大坂城に出入りしていた。そのことから、子の秀頼とも面識があり、秀頼による「豊国山」の書が残されている。ただし江戸時代は徳川将軍家に対する配慮から、豊臣家との関係を示唆するものは憚られた。明治以降になって、山号は「豊国山」に復し、住職の苗字も豊臣家に因み「豊国」となった。
明治6年（1873年）開校した大胡学校（現・前橋市立大胡小学校）は、当初本応寺を仮校舎としたが手狭となったため翌明治7年3月から長善寺に移り、明治12年10月に新校舎が落成するまで授業が行われた。
太平洋戦争中は王子豊川国民学校（現・北区立豊川小学校）の児童職員の集団疎開の受け入れを行った。
当寺出身の著名人として豊国覚堂がいる。覚堂は当寺第27世住職であり、1913年（大正2年）に上毛郷土史研究会を結成するなど郷土史家として活躍した。

## 文化財
前橋市指定重要文化財

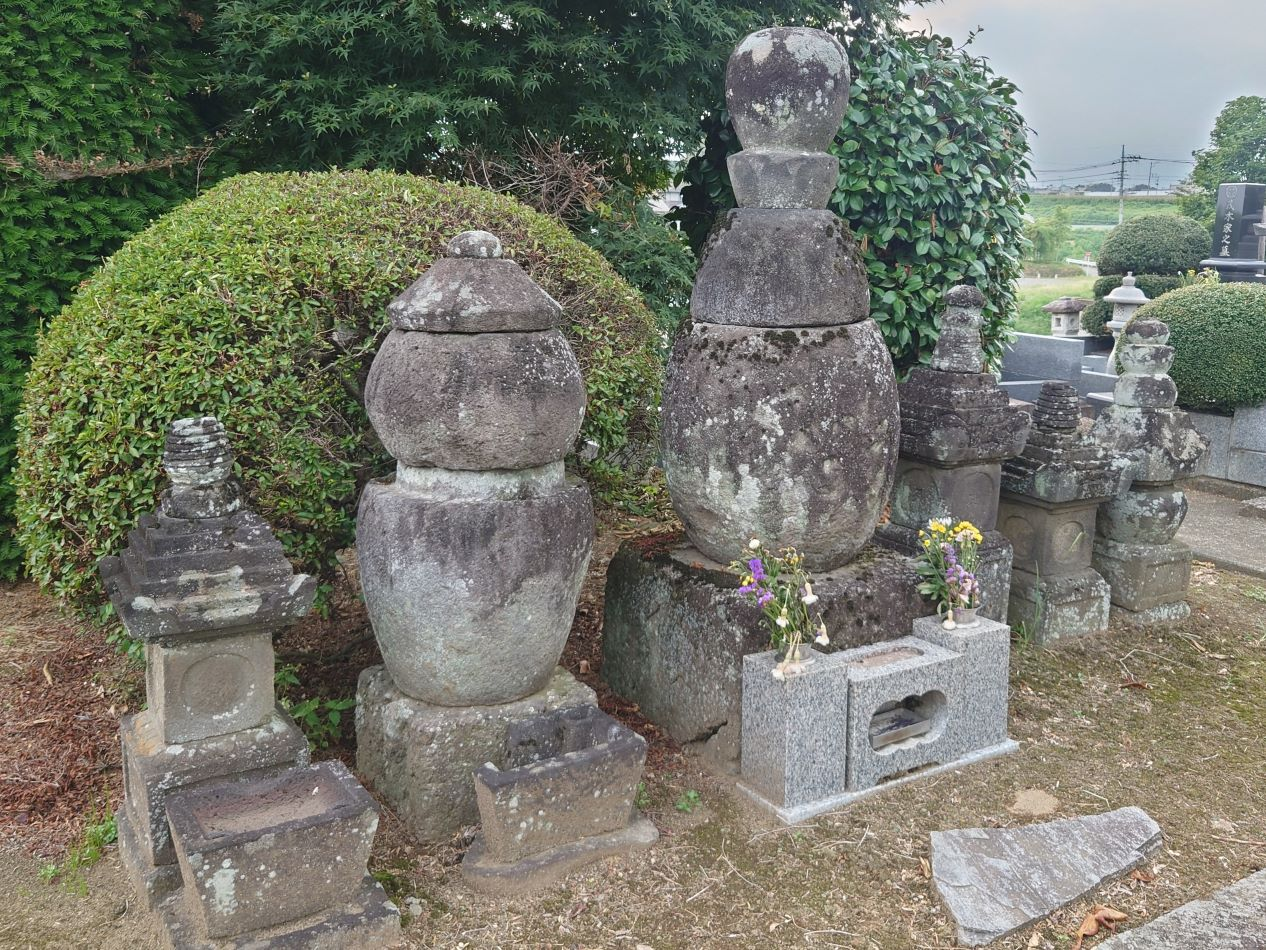
伝大胡太郎の墓

- 伝大胡太郎の墓石（昭和50年7月1日指定[7]） - 「貞和三年三月廿二日」の銘がある異形多宝石塔。滝窪から移転した際に運んできたものと伝わる[8]。

## 交通アクセス
- 大胡駅より徒歩16分。

## 周辺
- 養林寺
- 大胡郵便局
- 前橋市立大胡中学校